# Acanthoctenus kollari
Acanthoctenus kollari là một loài nhện trong họ Ctenidae.
Loài này thuộc chi Acanthoctenus. Acanthoctenus kollari được Eduard Reimoser miêu tả năm 1939.